# 11 bit studios
11 bit studios S.A. este o companie de dezvoltare de jocuri video cu sediul în Varșovia, Polonia. Studioul a fost fondat în 2010 de foști membri ai CD Projekt și Metropolis Software. Studioul este cel mai cunoscut pentru dezvoltarea jocurilor Anomaly: Warzone Earth (2011), This War of Mine (2014) și Frostpunk (2018).

## Istorie

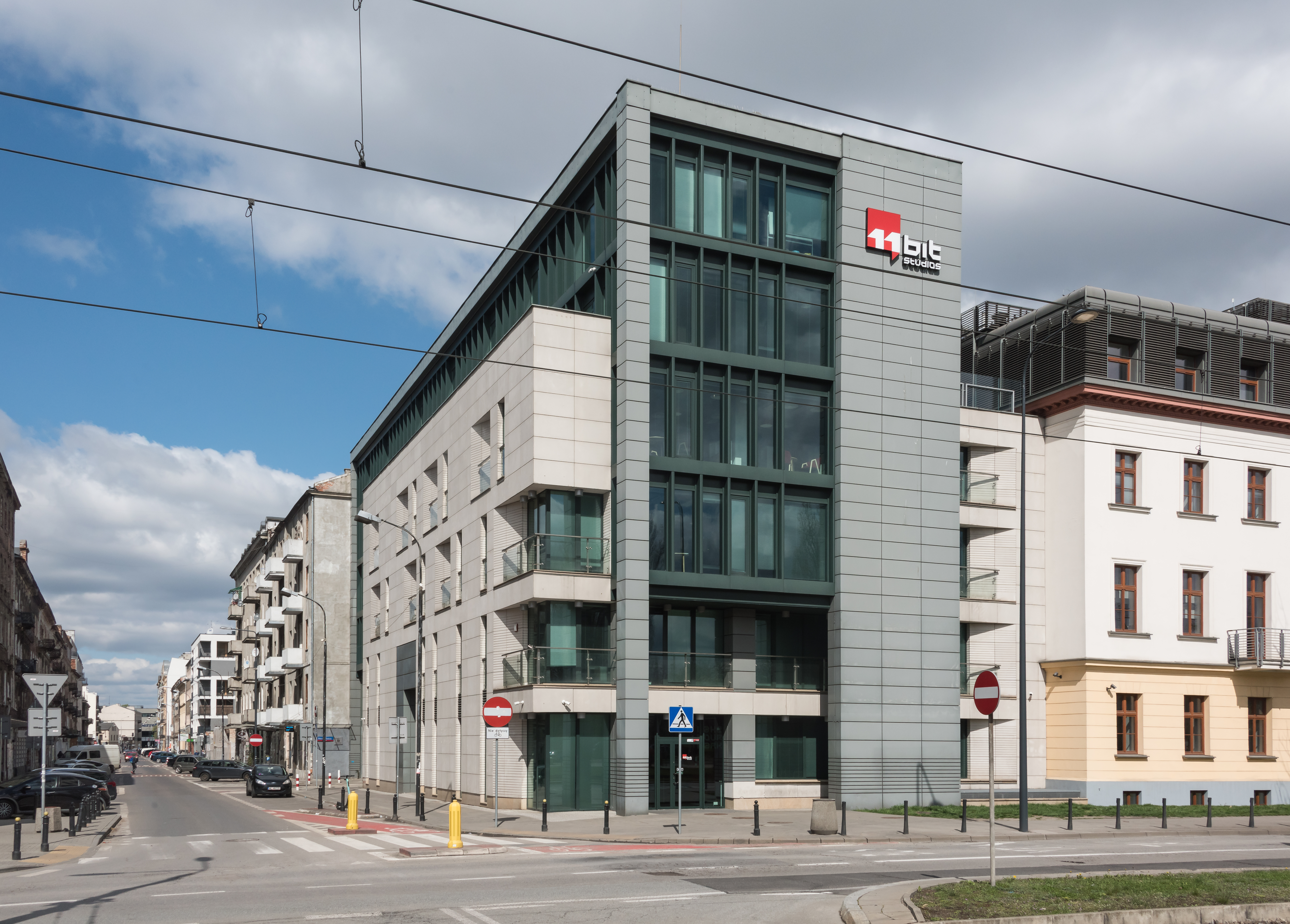

Compania a fost înființată oficial la 11 septembrie 2010, fiind fondată de dezvoltatori și membri ai personalului companiilor CD Projekt⁠(d) și Metropolis Software. În prezent, au aproximativ două sute de angajați. Scopul companiei este de a crea jocuri potrivite atât pentru jucătorii experți, cât și pentru jucătorii ocazionali. Compania 11 bit studios este bine cunoscută pentru dezvoltarea jocurilor Anomaly: Warzone Earth⁠(d), o strategie în timp real de apărare a turnului și This War of Mine⁠(d), care a fost adesea lăudat de critici pentru reprezentarea civililor dintr-un oraș aflat sub asediu asemănător cu Asediul de la Sarajevo.
La 25 aprilie 2014, 11 bit studios, în cooperare cu Game Delivery Network, a  lansat magazinul online Games Republic, oferind copii digitale ale jocurilor pe calculator.
Cea mai recentă lansare a studioului, Frostpunk, s-a vândut în peste 250.000 de exemplare în primele trei zile. Frostpunk înfățișează o Anglia distopică de la sfârșitul secolului al XIX-lea, care a fost cuprinsă de întuneric și îngheț din cauza erupțiilor de la Krakatoa și ale muntelui Tambora și a altor factori necunoscuți, iar jucătorul are sarcina de a gestiona ultimul oraș al umanității.
În 2020, a fost dezvăluit că 11 bit studios a investit 21 de milioane de dolari americani pentru a finanța dezvoltarea a trei proiecte și a patru jocuri video. Unul dintre ele, Frostpunk 2, a fost anunțat la 12 august 2021.
În februarie 2022, studioul a decis să doneze venitul săptămânal din vânzarea jocului This War of Mine pentru a sprijini victimele invaziei Rusiei în Ucraina.

## Jocuri

### Dezvoltate
| Titlu                     | An   | Platforme |
| ------------------------- | ---- | --- |
| Anomaly: Warzone Earth⁠(d) | 2011 | Android, iOS, Linux, OS X, Microsoft Windows, PlayStation 3, Xbox 360                                                     |
| Anomaly: Korea            | 2012 | Android, iOS, Linux, OS X, Microsoft Windows                                                                              |
| Funky Smugglers           | 2012 | Android, iOS |
| Sleepwalker’s Journey     | 2012 | Android, iOS |
| Anomaly 2                 | 2013 | Android, iOS, Linux, OS X, Microsoft Windows, PlayStation 4                                                               |
| Anomaly Defenders         | 2014 | Android, iOS, Linux, OS X, Microsoft Windows                                                                              |
| This War of Mine⁠(d)       | 2014 | Android, iOS, Linux, OS X, Microsoft Windows, PlayStation 4, Xbox One, Nintendo Switch, PlayStation 5, Xbox Series X/S⁠(d) |
| Frostpunk                 | 2018 | Microsoft Windows, OS X, PlayStation 4, Xbox One                                                                          |
| Frostpunk 2               | TBA  | Microsoft Windows |
| The Alters                | TBA  | Microsoft Windows |

### Publicate
| Titlu                  | An   | Dezvoltator         | Platforme                                                                                      |
| ---------------------- | ---- | ------------------- | ---------------------------------------------------------------------------------------------- |
| Spacecom               | 2014 | Flow Combine        | Android, Linux, OS X, Microsoft Windows                                                        |
| Beat Cop               | 2017 | Pixel Crow          | Android, Linux, OS X, Microsoft Windows, Nintendo Switch                                       |
| Tower 57               | 2017 | Pixwerk             | Linux, OS X, Microsoft Windows                                                                 |
| Moonlighter⁠(d)         | 2018 | Digital Sun         | Linux, OS X, Microsoft Windows, PlayStation 4, Xbox One, Nintendo Switch                       |
| Children of Morta⁠(d)   | 2019 | Dead Mage           | Linux, OS X, Microsoft Windows, PlayStation 4, Xbox One, Nintendo Switch                       |
| South of the Circle⁠(d) | 2022 | State of Play       | Microsoft Windows, PlayStation 4, PlayStation 5, Xbox One, Xbox Series X/S⁠(d), Nintendo Switch |
| The Invincible         | 2023 | Starward Industries |                                                                                                |
| The Thaumaturge        | TBA  | Fool's Theory       |                                                                                                |